# Ponapea hentyi
Espèce
Statut de conservation UICN

 EN A1a+2c : En danger
Ponapea hentyi est une espèce de plantes du genre Ponapea de la famille des Arecaceae.